# Early Intensive Behavioural Intervention
Early Intensive Behavioural Intervention, Tillämpad Beteendeanalys för barn med autism, Lovaasmetoden och Intensiv Beteendeterapi (IBT) är olika namn på en inlärningsteoretiskt grundad pedagogisk behandlingsmetod för barn med autism. Metoden började utvecklas i början på 60-talet och har sedan dess förändrats och använts på allt fler grupper av barn med beteendeproblematik.

## Teoretisk grund
Den teoretiska grunden för IBT är inlärningsteori, och mycket av vokabulären i metoden är hämtad från behavioristen B.F. Skinners bok Verbal Behavior från 1957. Den första studien med ambitionen att behandla barn med autism med hjälp av inlärningsteori är så tidig som från 1968 (Colligan & Bellamy, 1968). Kopplingen till experimentell beteendeanalys har alltid varit intim, och fortsätter att vara det.
I inlärningsteoretiska termer består terapin av ett stort antal diskreta operanta inlärningstillfällen. Ett inlärningstillfälle, eller trial, består av ett stimulus (oftast från tränaren), en respons från barnet och en konsekvens (en belöning från tränaren). Ett stimulus kan vara ett ord eller en hel mening från tränaren, eller olika kombinationer av ord och att barnet visas bilder eller objekt. Responsen är det önskvärda beteende som ska läras in. Konsekvensen är det som gör situationen till en operant inlärning: barnet blir selektivt förstärkt för korrekta responser. En trial är alltså ett inlärningstillfälle, vars syfte är att underlätta för barnet att lära sig sådant som i vardagen kan gå för fort eller vara för otydligt för ett barn med autism.
Annorlunda uttryckt utgörs behandlingen av att barnet sätts under olika förstärkningsscheman. Ett beteende som blir positivt förstärkt kommer att öka i frekvens. Ett illustrativt exempel visas i medföljande diagram.

## Praktiskt genomförande
I Sverige utförs IBT på förskolor med en eller flera pedagoger (barnets resurs och andra) som fungerar tränare. Även föräldrarna fungerar som tränare.
Barnet sitter under en del av träningen med en tränare i ett lugnt och avskilt rum. Lika mycket är barnet och tränaren ute i en barngrupp och tränar sociala beteenden. Träning på ett träningsrum med bara barnet och tränaren kan lätt beskrivas som diskreta inlärningstillfällen, medan träning i barngrupp och mer vardagliga förhållanden är svårare att beskriva med enkla stimulus-respons-konsekvens-modeller. Vanligtvis inleds träningsprogrammet med avskild träning och övergår sedan successivt till social träning i vardagsmiljö. Optimalt sker individuell träning fyrtio timmar per vecka. 
| Stimulus                                                      | Korrekt respons                      | Förstärkare                                |
| ------------------------------------------------------------- | ------------------------------------ | ------------------------------------------ |
| Träffar ett annat barn                                        | Säger "hej!"                         | Tränaren ler och säger "bra!"              |
| Tre olika objekt framför barnet, tränaren säger "Peka på bil" | Barnet pekar på bilen                | Tränaren ler och säger "Bra"!              |
| Tränaren säger "Säg aaaaa"                                    | Barnet säger "aaaa"                  | Tränaren säger "Bra!" och gosar med barnet |
| Barnet ser ett annat barn som han vill leka med               | Barnet säger "vill du leka med mig?" | Barnen leker tillsammans                   |

## Positiv förstärkning
Fokus är hela tiden att förstärka barnet mot en mer adaptiv beteenderepertoar, och träningen bör därför alltid vara rolig och tilltalande för barnet. De förstärkare som används är initialt oftast ätbara förstärkare som godis. Sådana primära förstärkare presenteras alltid samtidigt med ett socialt uttryck (tränaren ler, säger ”bra!” och ger banet en godisbit), vilket genom klassisk betingning gör detta till en sekundär förstärkare. Målet i behandlingen är att bara använda sociala förstärkare. Primära förstärkare kan också vara att kittla barnet, Ofta blir också beteenden självförstärkande, exempelvis om barnet lär sig att själv kunna sätta på sig skorna om hon vill gå ut. I realiteten är gränsen mellan primära och sekundära förstärkare suddig och oftast också irrelevant. Optimalt presenteras förstärkare inom tre sekunder efter barnets respons.

## Programmets ordning
Ett IBT-program byggs upp av delar till större enheter. Ett barn som börjar träningen helt utan språk måste först lära sig vokalljud, sedan konsonanter, sedan stavelser, sedan korta ord och så vidare. Ordningen på övningarna approximerar utvecklingen hos normalfungerande barn, på så vis att enklare beteenden används för att bygga upp allt mer komplexa förmågor. Beteenden som ökar sannolikheten för att barnet börjar självlära inom ett område prioriteras: om ett barn exempelvis lär sig söka på internet så kan detta i sin tur leda till att barnet lär sig ännu mer saker själv. Ett sådant nyckelbeteende kallas för en ”behavioral cusp”, och är nästan alltid olika för olika barn. Syftet med träningen är inte direkt att minska repetitiva beteenden, istället lärs alternativa beteenden in som konkurrerar ut de dysfunktionella. Ett sätt att uttrycka det är att de beteendena ersätts med repetitiva beteenden på en högre nivå.

## Generalisering
Målet med träningen är att öka barnets adaptiva förmåga i vardagen genom en större och mer flexibel beteenderepertoar, med allt vad det innebär av konversationer, kreativitet och lek. Därför är det viktigt att sociala färdigheter ingår i träningsprogrammet. Så fort det är möjligt inkluderas normalfungerande barn i träningen genom lekar och liknande, för att få barnet med autism att generalisera sina beteenden med tränaren även till andra barn i förskolans vanliga barngrupp. Detta sker både genom att andra barn är med i träningen på träningsrummet, och genom att barnet är med i den övriga förskoleverksamheten. Det är också ett mål att i stor utsträckning inkludera barnets föräldrar i träningen, dels för att föräldrarna då kan träna även hemmavid, men också för att det ska underlätta barnets möjlighet att stimulusgeneralisera nya beteenden. Ju fler vuxna och barn som inkluderas i träningen med barnet, desto större är sannolikheten att barnet generaliserar beteenden till utanför träningsprogrammet.

## Evidens från forskningsstudier

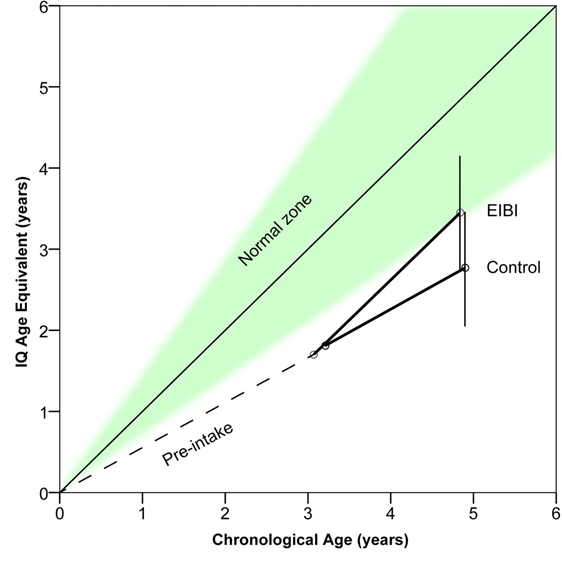
Utvecklingsbanor för barn med autism som antingen får IBT (195 barn) eller alternativa behandlingar (135 barn), mätt med traditionella IQ-test.

Flera randomiserade och kontrollerade studier har jämfört IBT med kontrollgrupper och med andra aktiva behandlingsmetoder. Tre stora och nypublicerade forskningsöversikter  har dragit slutsatsen att IBT är den behandlingsmetod som har bäst stöd. Emellertid har de flesta av de studier som refereras vissa metodologiska brister, varav bristfällig randomisering till behandlingsgrupper är den vanligaste. De flesta studier rapporterar effekt i termer av mått på barnets IQ och på adaptiv förmåga i vardagen. I en metastudie från 2009 fann man att effektstyrkan (cohen’s d) för IBT var 1,1 för IQ-mått och 0,7 för mått på adaptiv förmåga.
Ett utfallsmått som anses ha hög ekologisk validitet är om barnet efter behandlingen kan gå i vanlig skola, ett mått som vissa studier använder sig av. I en klassisk tidig studie av Lovaas  kunde 47 % av barnen börja i vanlig skola efter tre års IBT-behandling. Dessa resultat har emellertid visat sig svåra att replikera. En senare studie med bättre metodologi kunde visa att 27 % av barnen som fått två års IBT kunde börja i vanlig skola utan särskilt stöd. Sådana absoluta utfallsmått, till skillnad från förändringsmått, är emellertid helt beroende av graden av autism hos de barn som deltar i studien.
Kostnaderna för IBT-program är jämförelsevis höga med stora insatser i form av både personaltimmar och lokaler. Givet de goda ehandlingseffekterna av intensiv behandling är det dock möjligt att visa att de ackumulerade kostnaderna för flera års specialundervisning
(vilket alltså ses som treatment-as-usual) vida överstiger kostnaderna för en intensiv insats under ett antal år. Detta är förstås under förutsättning att IBT-insatsen håller den kvalitet som uppnåtts i publicerade studier så att behandlingseffekten kvarstår och generaliseras till alla delar av barnets vardag. 
De flesta publicerade effektstudier på IBT har genomförts på universitetssjukhus eller universitet och med motiverade tränare med hög utbildning och med intensiv handledning, det vill säga efficacy-studier. Ett fåtal studier har undersökt hur IBT fungerar i den kliniska verkligheten, så kallade effectiveness-studier. Bland dessa kan nämnas Cohen, Amerine-Dickens och Smith som undersökte effekten av tre års IBT administrerat på en icke-akademisk klinik. Efter behandlingen gick 29 % av barnen i IBT-gruppen i skola utan särskilt stöd, jämfört med inget av barnen i en kontrollgrupp. Tränarna och handledarna i denna studie var noga utvalda och erhöll omfattande utbildning i IBT-metoden, varför även denna studie sannolikt beskriver en behandling som håller högre kvalitet än vad som troligen kan uppnås i klinisk verklighet. Studier som undersökt föräldrar som tränar sina barn med professionell handledning har också visat att även om kvalitén på träningen generellt är hög så är den ändå inte på samma nivå som på akademiska kliniker.

## Faktorer hos barnet som påverkar effekten av IBT
Moderatorer hos barnet har undersökts i flera studier, och olika studier hittar olika moderatorer. Exempel: 
- Barnets IQ innan behandling[16]
- Ålder vid insatsens början[17]
- Socialt intresse och förmåga till imitation[18]
- Dysmorfologier som exempelvis påtagligt avvikande utseende[19]

Faktorer i barnets familj som exempelvis upplevd stress hos föräldrarna har också påvisats påverka behandlingseffekt. Studierna som funnit dessa prediktorer för behandlingsutfall har emellertid visat sig svåra att replikera och effekterna för prediktorerna har varit små. Kort sagt, det tycks vara svårt att utifrån barnet självt eller familjen avgöra om en IBT-insats kommer att vara effektiv, även om kvalitén på behandlingen är jämn och hög.

## Faktorer i träningen som påverkar effekten av IBT
Troligen är en viktig faktor i träningen det antal träningstimmar som barnet erhåller i IBT-programmet: för lågt antal timmar och effekten kan utebli. I studier som undersökt IBT i vanlig klinisk vardag, det vill säga på icke-akademiska kliniker, finner man också stor variation i behandlingseffekt, men forskningen kring vad denna variation beror på är inte långt kommen. Variationen i kvalitén på träningen är sannolikt större på utanför universitetssjukhusen, men hur detta påverkar behandlingseffekt har inte undersökts systematiskt. Symes, Remington, Brown och Hastings intervjuade föräldrar och tränare som arbetar med IBT i Storbritannien och kom fram till att det fanns konsensus kring att behandlingen fungerar bättre om personalen är utbildad specifikt för metoden och är tålmodiga. I en liknande intervjustudie betonar respondenterna också vikten av att teamet kring barnet (tränare, handledare, skola och föräldrar) är stabilt och kontinuitet. Även om flera författare påpekar vikten av kontinuerlighet, så är effekten av dessa faktorer på uppmätt behandlingseffekt inte vetenskapligt undersökt. Experimentella studier på riktade beteendeterapeutiska insatser för barn med autism har visat förbättrade resultat om lärare erhållit omfattande utbildning i metoden.

## Beteendeterapi och etik
Beteendeterapi för barn anses vara en kontroversiell metod. Tidiga varianter av behandlingsmetoden inkluderade inslag av straff för icke önskvärda beteenden, något som starkt påverkat uppfattningar av metoden ännu idag (Leaf, McEachin & Taubman, 2008). I en genomgång av kritiken om IBT-program sammanfattar Leaf et al skepsisen som att många anser det cyniskt och omänskligt med ett så beräknande sätt att belöna barn och att likheterna med hundträning anses göra behandlingen förkastlig. Oaktat metodens effektivitet så kan de kontingenser som sätts upp i IBT uppfattas som alltför krävande för små barn[källa behövs]. En vanlig uppfattning är också att barnen lär sig ett korrekt beteende utan verklig förståelse, att de blir som ett slags själlösa robotar[källa behövs]. Även själva målet med IBT, att förbättra barnens adaptiva beteenden, kan anses etiskt problematiskt. Målet med terapin sätts upp av föräldrar och pedagoger utifrån en social norm om vad som är ett önskvärt beteende, och det är inte självklart att eventuella förändringar i barnets beteende som terapin uppnår ligger i barnets eget intresse. I en diskursanalytisk läsning av utvalda IBT-texter har Broderick visat hur behandlingsmål och ”tillfrisknande” från autism implicit har definierats inom behandlingsmetoden. Att se autism som ett icke-önskvärt tillstånd värt terapeutisk uppmärksamhet är definitionsmässigt ett normativt ställningstagande.